# 雑居ビル

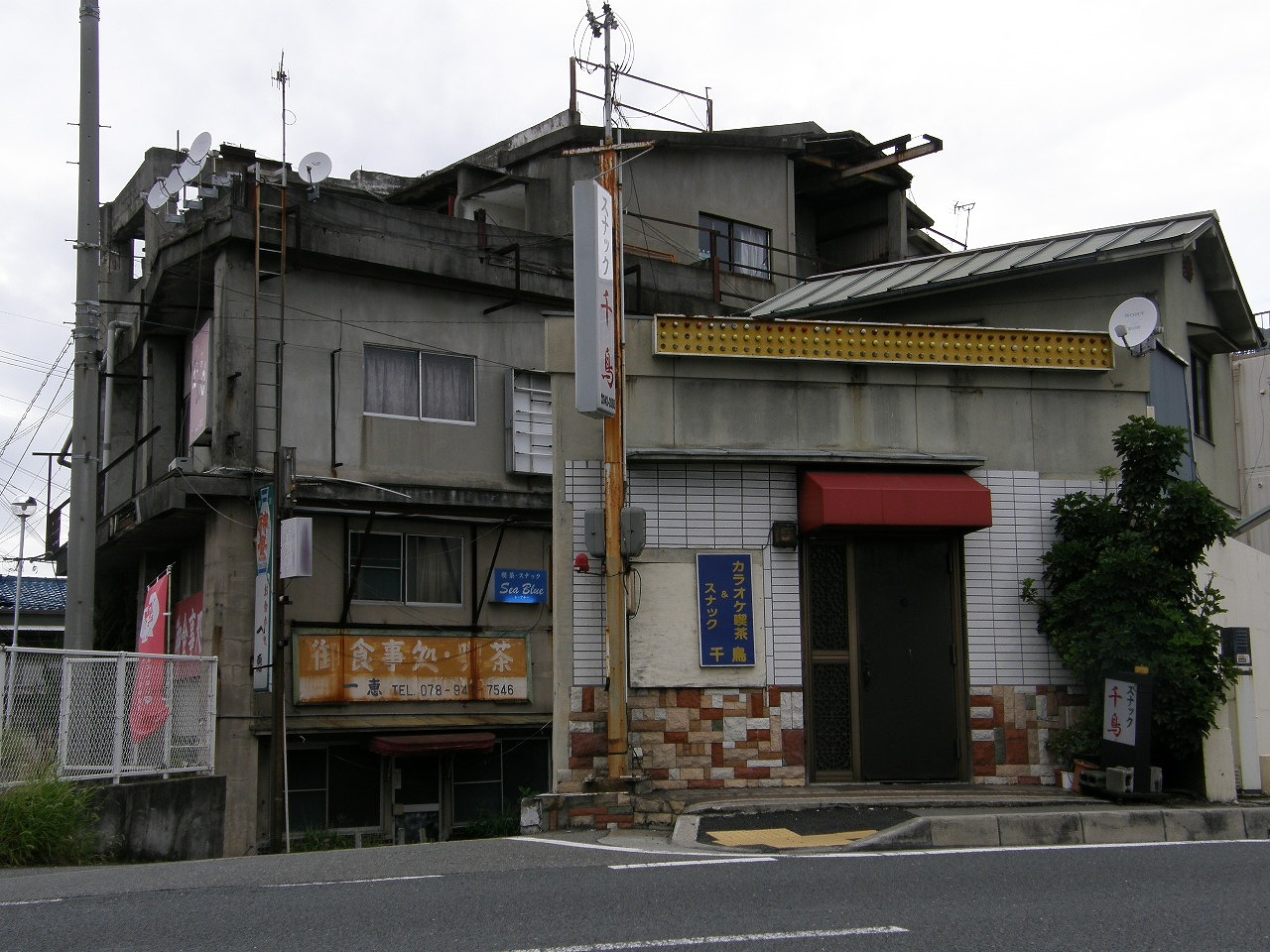
雑居ビルのひとつ

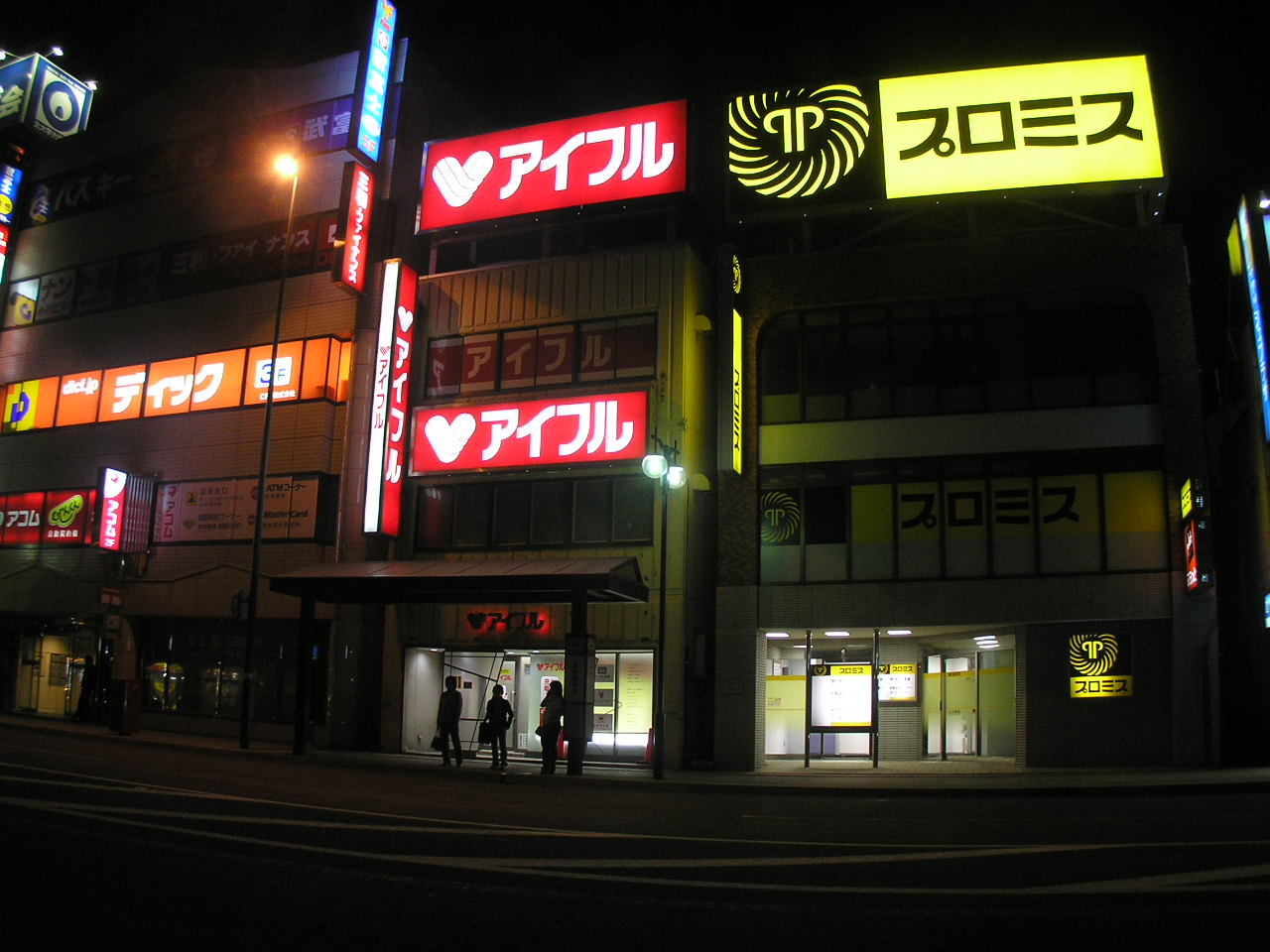
平成の光景、サラ金雑居ビル街

雑居ビル（ざっきょビル）もしくはテナントビルとは、不特定多数の業種、業態の店（テナント）、住居などが多数混在するビルのことである。

## 概要
「雑居ビル」という名称を考え出したのは日本国内のマスメディアである。高度経済成長期に従来の使用形態から外れた新しい概念のビルが大都市を中心に増え始めた。従来から一般的に複合用途で使われていた「住居と店舗」または「住居と倉庫」などの簡素な組み合わせから発展し、複数かつ雑多な営業形態のテナントを一つの建物に組み込んだ複合ビルが誕生したことから、報道などでその様態を形容して「雑居ビル」なる言葉が生み出され、社会一般に定着したものである。したがって雑居ビルは、法律上の定義として直接的に示されていない。消防法第8条および施行令第1条の2にて定義されている「複合用途防火対象物」は雑居ビルも対象に含まれる。消防庁では「直通階段が一つのみ設けられていること」などの条件に当てはまるビルを「小規模雑居ビル」と定義している。広辞苑第四版では「系統性のない多種の用途によって占有されるビルディングテナント」と書かれてある。規模の大きな会社が複数入っているビルも雑居ビルといえなくもないが、「六本木ヒルズ」のような形態のビルを雑居ビルと表現する者は少なく、企業の本社や支社などの事務所が主に入居しているため、オフィスビルと呼ばれることが多い。

## 実情
大都市の歓楽街の古いビルに多く、一般的な企業の事務所（オフィス）よりも、小規模な飲食店、金融業、風俗業などが集まる。特に風俗業の看板はビル全体に覆いかぶさり、強烈な文言と刺激的な映像で通行人の興味を引く。あまりに大きいので非常出口を兼ねた窓をもふさぐことから、内部は昼でも薄暗く、通路も狭い場合が多い。
飲食店も酒類の提供が中心である。金融業も違法金利営業（闇金融）が多い。異業種同士が利益をかけて結束する形態も常態化し、表面上は別経営であるが、実際はひとつの経営主体（暴力団などの非合法集団）であり、結果ビル全体が一つの支配下にある場合もある。
「雑居」と呼ばれることに建物権利者は不快感を持つ。しかし営業形態が公然にできない業種の賃借人（店子）が多く、他者の関与を嫌う。通常の賃貸ビルなら貸主店子相互が一定の親睦友誼を図っているが、それができない以上「雑居」と称して他者の介入を拒んでいる。これがオフィスビルとの相違である。また違法営業について司法からの追及を逃れるために、自らの関与を否定することを狙い「雑居」と称しているものもある。

## 問題点
雑居ビルでは、ビルオーナーが利益を最優先する傾向があるため、入居させるテナントを選ばないことが多い。一定の利益を上げるとビルオーナーが建物を転売し、所有者が一定しないケースがしばしばある。非公然業種が入居したビルに通常の入居者の入居は難しく、貸主もこうした借主と関係を持つことを忌避するからである。閉鎖的な業種が多くなるので、犯罪の温床となりやすく、建築物構造そのものや管理体制の面で、消防法に違反するものも多い。また、町並みの景観を壊す元凶ともなっている。
- 特に消防法の違反事例は、非常階段に荷物・倉庫を置くなど雑居ビル火災時の避難を阻害しており、それにより、たびたび惨事を招いている。
- 常軌を逸した営業同様、建物設備についても供給事業者（電気、ガス、水道など）に無断で改造しており、改修するにも設備図面自体がない。
- 極端な改造により建物の老朽化を早めてしまう場合がある。外装だけ看板で擬装した老朽ビルが今なお営業している。
- 階数が5階以下だとエレベーターが設置されていない場合が多い（設置の義務がない）上、階段と通路が狭い。
- 階数が6階以上であっても1974年（昭和49年）5月31日以前に建てられた既存不適格の雑居ビルだとエレベーターは設置されていても階段は1箇所しかなく、階段と通路が狭い。

## 雑居ビル火災
- 1972年5月13日 千日デパート火災。大阪市南区（現：中央区）難波千日前のデパート火災。デパートの3階の衣料品売り場で発生した火災による煙が7階のキャバレーに侵入し、118名が死亡した[5]。
- 2001年9月1日 歌舞伎町ビル火災。東京都新宿区歌舞伎町の雑居ビルで火災が発生。44名が死亡した。

## 大規模雑居ビルの事例
- ニュー新橋ビル
- 東京交通会館ビル
- 大阪駅前ビル
- 世界貿易センタービル